# Ар'єв Володимир Ігорович
Володи́мир І́горович А́р'єв (нар. 31 березня 1975, Київ, УРСР) — український політик, продюсер та журналіст. Автор проєкту журналістських розслідувань «Закрита зона». Народний депутат України з 2007 року, Віцепрезидент ПАРЄ (2015 та 2018 року), голова Комітету ПАРЄ з питань культури, освіти, науки і медіа (2016-17 роки). Почесний член ПАРЄ, нагороджений медаллю ПАРЄ у червні 2022.
Має дипломатичний ранг Надзвичайного і Повноважного Посла (з 18 травня 2019). 11 вересня 2019 року президент Володимир Зеленський скасував указ про надання рангу своїм указом 680/2019, позбавивши Арʼєва та низку інших осіб дипломатичного рангу. 24 листопада 2022 року даний указ Зеленського було скасовано Верховним судом України у справі 9901/58/20, таким чином, ранг Надзвичайного і Повноважного Посла було відновлено.

## Освіта
- 1992 — закінчив Київський природничо-науковий ліцей № 145, Київ.
- 1992—1994 — студент фізичного факультету Київського державного університету імені Тараса Шевченка.
- 1996—2002 — навчався в Інституті журналістики Київського національного університету імені Тараса Шевченка, за фахом журналіст.

## Кар'єра

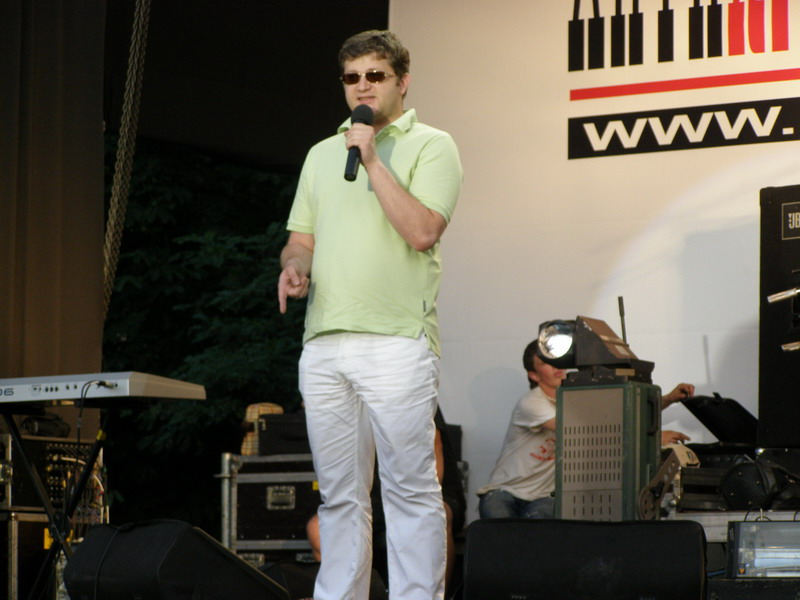
Володимир Ар'єв на мітингу в 2007 році

- Лютий 1993 — жовтень 1994 — асистент кореспондента, стрингер української та російської служб, BBC в Києві.
- Жовтень 1994 — січень 1996 — спеціальний кореспондент, ведучий програми «Вікна-новини», ММЦ «Internews».
- Січень 1996 — травень 1996 — спеціальний кореспондент, ТІА «Вікна-новини»[10].
- Травень 1996 — листопад 1996 — ведучий блоку новин програми «Доброго ранку Україно!», УТ-1.
- Листопад 1996 — вересень 2003 — спеціальний кореспондент інформаційно-аналітичної служби, телеканал «Інтер».
- 2002 — журналіст ТСН, студія «1+1».

Вересень 2003 — березень 2004 — незалежний журналіст, автор програми «Не-провінція» (СТБ), позаштатний автор тижневика «Дзеркало тижня».
Березень 2004 — грудень 2005 — керівник та автор програми журналістських розслідувань «Закрита зона» на 5 каналі, протягом цього часу проєкт здобув дві премії «Телетріумф». У 2017 році програму було відновлено на каналі Прямий. Програму виробляв продюсерський центр «Закрита зона», що належав Ар'єву й журналістці Наталці Фіцич. Згодом проєкт почав виробляти програми розслідувань «Перший відділ», «Останнє попередження», «Попередження», документальний цикл «Відкрита зона», знімав документальні фільми.
З 2006 — директор ТОВ "Студія «Зміна».

## Політика
Народний депутат України 6-го скликання з 23 листопада 2007 від Блоку «Наша Україна — Народна самооборона», № 10 в списку. На час виборів: директор ТОВ "Студія «Зміна», безпартійний. Член фракції Блоку «Наша Україна — Народна самооборона» (з 23 листопада 2007). Член Комітету з питань боротьби з організованою злочинністю і корупцією у Верховній раді (26 грудня 2007 — 16 січня 2008), голова підкомітету з питань контролю за реформуванням, кадровим та ресурсним забезпеченням органів, які здійснюють боротьбу з організованою злочинністю і корупцією Комітету з питань боротьби з організованою злочинністю і корупцією (з 16 січня 2008).
На виборах до Верховної ради 2012 року, як безпартійний, обраний у народні депутати VIII скликання у окрузі № 218, Київ. Суб'єкт висування — партія «Батьківщина».
Навесні 2014 року на виборах Президента України очолював штаб Петра Порошенка у Київській області.
На дострокових виборах 2014 року до Верховної ради VIII скликання висунутий «Блоком Петра Порошенка» та повторно обраний в окрузі № 218 у Києві. Набрав 63,46 % голосів виборців.
У січні 2015 року був обраний головою української делегації в Парламентській асамблеї Ради Європи, віце-президент ПАРЄ у 2015. Є членом фракції Європейської народної партії в ПАРЄ. 25 січня 2016 року був обраний президентом Комітету ПАРЄ з питань культури, освіти, науки і медіа на два роки. У січні 2018 повторно обраний віце-президентом ПАРЄ.
У вересні 2018 року Арʼєв як голова української делегації в Парламентській асамблеї Ради Європи заявив про плани подати у відставку, якщо організація ухвалить рішення повернути Росію до своїх членів. Це було зроблено у червні 2019 року, коли російську делегацію повернули до ПАРЄ і відновили всі її попередні повноваження. Після цього делегація України в Парламентській асамблеї оголосила, що не братиме участі в її роботі. 26 червня 2019 року Арєʼв покинув посаду.
У Верховній раді України IX скликання — член Комітету Верховної Ради України з питань цифрової трансформації, обраний від партії Європейська солідарність, №17 у списку. У Верховній раді: член делегації Верховної ради у Парламентській асамблеї ЄС - Східні сусіди (ПА ЄВРОНЕСТ), також є членом груп із міжпарламентських зв'язків із Ізраїлем, Литвою, Францією, Німеччиною, Польщею, Канадою та Великою Британією.
31 травня 2019 року був обраний у центральну політраду партії «Європейська солідарність».

## Сім'я
- Дружина — Наталія Фіцич (нар. 1977), тележурналістка
- Дочка — Ярина (нар. 2000), депутатка Київської міської ради, обрана на місцевих виборах 25 жовтня 2020 року[22].

## Відзнаки
- Лауреат премії імені Валерія Марченка за найкращу медіароботу на правозахисні теми (2004)[22].
- Лауреат премії імені Олександра Кривенка «За поступ в журналістиці» (2005)[23].
- Переможець премії «Телетріумф» (2005, 2006) в номінації «Публіцистична програма»[24].
- Заслужений журналіст України, надано 18 серпня 2006 року президентом Віктором Ющенком[25].
- Почесний член Парламентської асамблеї Ради Європи[26].
- Медаль ПАРЄ (2022)[27].